# نوزاوا اونسن اسنو ریزورت
نوزاوا اونسن اسنو ریزورت (به لاتین: Nozawa Onsen Snow Resort) یک پیست اسکی در ژاپن است که در نوزاوااونسن واقع شده‌است.